# Aegyptocetus
Aegyptocetus — вимерлий рід протоцетидних археоцетових китів, відомих з Єгипту.

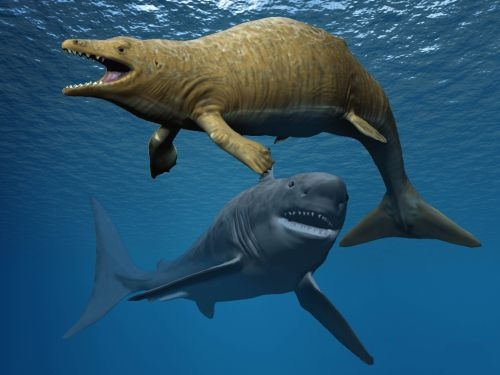
Реконструкція Aegyptocetus та акули

## Таксономія
Aegyptocetus відомий за зчленованим голотипом МСНТУП І-15459, майже повний череп, нижні щелепи (із зубами) і частковий посткраніальний скелет (шийні та грудні хребці та ребра). Зразок був знайдений, коли мармурований вапняк був комерційно імпортований до Італії. Він був зібраний у вапняковому кар’єрі Хашм-ель-Ракаба з формації Гебель-Хоф на північному фланзі Ваді-Тарфа в Східній пустелі Єгипту, датування до пізнього мокаттамського віку середнього еоцену, приблизно від 41 до 40 мільйонів років тому. Причиною його смерті міг бути напад великої акули, оскільки на ребрах збереглися сліди від зубів акули.
Вперше назва Aegyptocetus була названа Джованні Біануччі та Філіпом Д. Гінгеріхом у 2011 році, а типовим видом є Aegyptocetus tarfa. Загальна назва походить від Aegyptus, що на латині означає Єгипет, і cetus, на латині означає кит. Конкретна назва відноситься до Ваді Тарфа, пустельної долини, де був знайдений голотип.

## Опис
Aegyptocetus мав риси черепа та зуби, пристосовані для слуху у воді. Його грудні хребці (T1–T8), однак, мали довгі нервові шипи, що є характеристикою системи несучої ваги наземних ссавців, що зберігаються в протоцетидах, таких як Rodhocetus і Qaisracetus, але відсутня у більш похідних базилозавридів, таких як Dorudon. Це говорить про те, що Aegyptocetus, як і інші протоцетиди, міг підтримувати своє тіло на суші і, ймовірно, був напівводним.